# روسانا شهلا
روسانا شهلا (بالإسبانية: Rossana Chahla)‏ هي طبيبة نسائية وسياسية أرجنتينية من أصل سوري وإيطالي من مواليد 1966. ولد في سان ميغيل دي توكومان في الأرجنتين من أب سوري وأم إيطالية. هي عضوة مجلس النواب الأرجنتيني وعمدة سان ميغيل دي توكومان. درست الطب في الجامعة الوطنية في توكومان.